# Milan Dvořák (skladatel)
Milan Dvořák (* 6. prosince 1934 Prostějov) je český hudební skladatel a klavírista (jazz, pop, šanson).
Milan Dvořák je autor hudby k filmům (Zítra to roztočíme, drahoušku a další komedie Petra Schulhoffa, Vláčilův Pasáček z doliny atd), písní a orchestrálních skladeb, jazzových etud a dalších skladeb. Vedoucí doprovodné skupiny Hany Hegerové (v letech 1965 až 1990), klavírista skupiny Evy Pilarové a Evy Kriz (spolupráce pokračuje), člen Swing Quartetu Praha, profesor kompozice na Konzervatoři Jaroslava Ježka.
Jeho bratrem je jazzový skladatel, kytarista a houslista Zdeněk „Sarka“ Dvořák.
O jeho životě byl v roce 2012 natočen dokumentární film Život mezi notami režiséra Ondřeje Sovíka.